# Panajotis Gionis
Panajotis Gionis, gr. Παναγιώτης Γκιώνης (ur. 7 stycznia 1980 w Atenach) – grecki tenisista stołowy, mierzący 186 cm  wzrostu i ważący 82 kg. Członek kadry narodowej i olimpijskiej mężczyzn tenisa stołowego w Grecji. Obecnie gra w LOTTO Superlidze Tenisa Stołowego jako zawodnik KS Bogoria Grodzisk Mazowiecki. Jest sponsorowany przez japońską firmę tenisa stołowego Butterfly. Obecnie zaraz po Kalinikosie Kreandze najlepszy tenisista stołowy w Grecji i jeden z najlepszych w Europie.
- Miejsce w światowym rankingu ITTF: 38
- Styl gry: praworęczny, forhendowy atak topspinowy, bekhend obrona podcięciem

Sprzęt
- Deska: Petr Korbel OFF ST
- Okładziny: FH: Tenergy 64 red 2.1 mm BH: Feint Long II black 1.1mm